# Vasilij Konstantinovič Bljucher
Vasilij Konstantinovič Bljucher (in russo Василий Константинович Блюхер?; Barščinka, 1º dicembre 1889 – Mosca, 9 novembre 1938) è stato un generale e politico sovietico.
Fu uno dei primi cinque marescialli dell'Unione Sovietica ed una delle vittime più illustri delle purghe staliniane.

## Origini e carriera

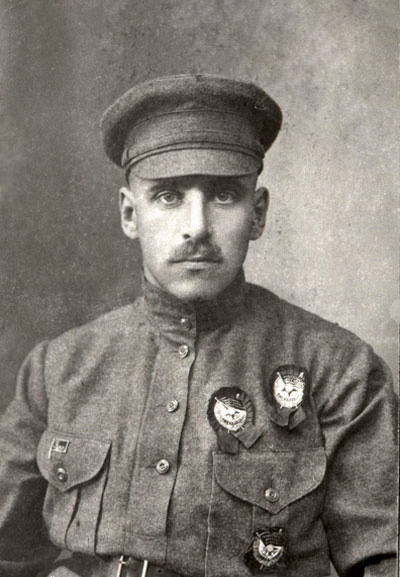
Bljucher negli anni della guerra civile

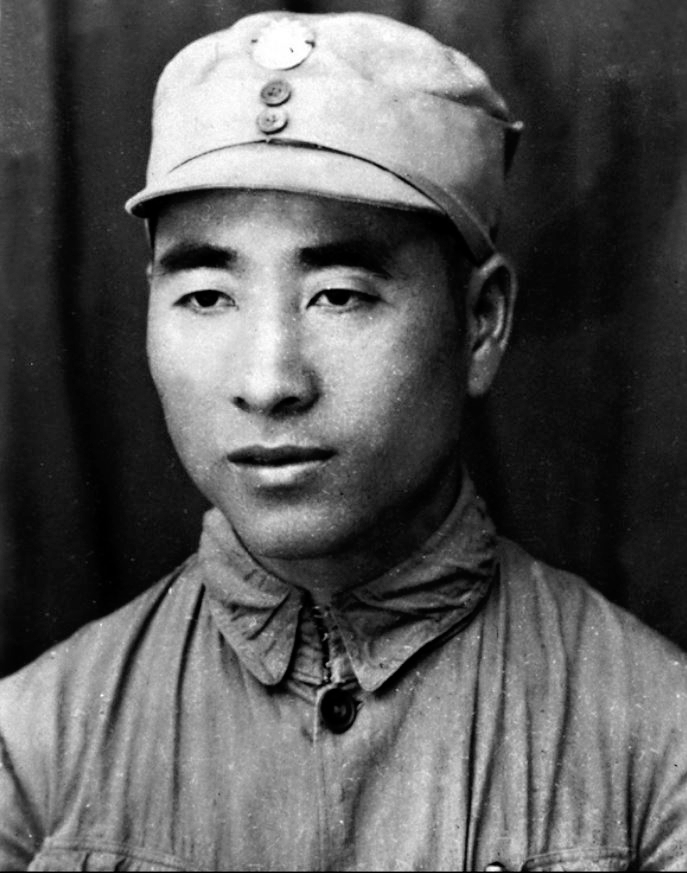
Lin Biao

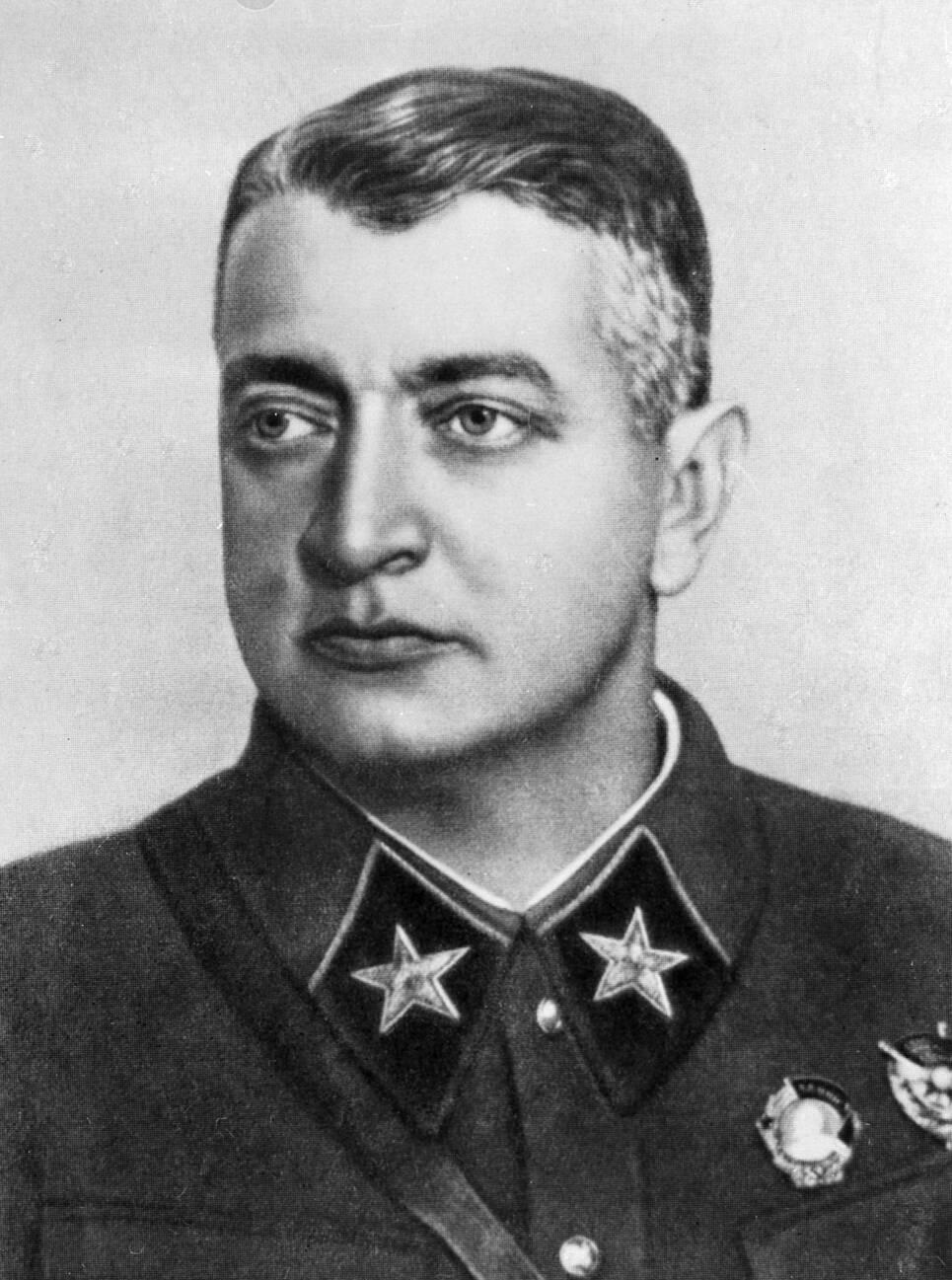
Michail Tuchačevskij

Nato in una famiglia contadina nel villaggio di Barščinka, oggi nell'oblast' di Jaroslavl'. Nonostante il cognome tedesco, le origini della famiglia erano russe, il nome alla famiglia venne dato da un nobile del XIX secolo che si ispirò al famoso generale prussiano Blücher. Dopo aver lavorato come bracciante negli anni precedenti la prima guerra mondiale, nel 1914 si arruolò nell'Esercito imperiale servendo come sottufficiale. Nel 1916 entrò nel Partito Operaio Socialdemocratico Russo, prendendo parte alla Rivoluzione russa del 1917 a Samara.
Alla fine del novembre 1917 venne inviato a Čeljabinsk per sopprimere la rivolta di Aleksandr Dutov in qualità di commissario della Guardia Rossa. Nel 1918 entrò nell'Armata Rossa e in breve ne divenne uno dei comandanti. Durante la guerra civile russa fu tra le figure più note nel campo bolscevico. Dopo l'inizio della rivolta della Legione Cecoslovacca, tra l'agosto e il settembre 1918, l'Armata Partigiana del sud degli Urali, forte di 10.000 uomini al comando di Bljucher, marciò per 1.500 chilometri coprendo la distanza in soli quaranta giorni di combattimenti continui per attaccare le forze Bianche alle spalle e poi riunirsi con le truppe regolari dell'Armata Rossa. Per questa impresa nel settembre 1918 fu il primo decorato con l'Ordine della Bandiera rossa, che in seguito avrebbe ricevuto per altre quattro volte, due nel 1921 e due nel 1928. La motivazione diceva: "L'incursione compiuta dalle forze del Compagno Bljucher in condizioni impossibili può essere paragonata solamente alla traversata della Svizzera compiuta da Suvorov.
Dopo che le sue forze ebbero raggiunto l'Armata Rossa, le truppe vennero riorganizzate come 51ª Divisione, che Bljucher avrebbe condotto vittoriosamente contro Vrangel' nel novembre 1920. Dopo la fine della guerra civile, servì come comandante militare della Repubblica dell'Estremo Oriente, portando questi territori nell'Unione Sovietica tra il 1921 e il 1923. Dal 1924 al 1927 fu consigliere militare in Cina, dove usò il nome di Galen (ispirato al nome del figlio Ka-lin), presso il Quartier Generale di Chiang Kai-shek.
Nel 1921, durante tali operazioni gli fu consegnato dal predone calmucco Ja lama, il barone von Ungern-Sternberg, il capo delle armate bianche della Mongolia, in tale occasione cercò invano di convincere l'avversario a passare dalla propria parte. Si racconta che dopo la fucilazione del barone entrò in possesso del suo anello di rubino con la svastica, che nel 1936 passò a Žukov.
Fu responsabile della pianificazione militare della spedizione del Nord che iniziò l'unificazione della Cina sotto il Kuomintang. Tra i suoi allievi figura Lin Biao, successivamente una figura di spicco nell'Esercito Popolare di Liberazione. Al suo ritorno prese il comando della Regione Militare dell'Ucraina e nel 1929 fu trasferito al comando militare dell'Estremo Oriente, di vitale importanza, noto anche come Armata Speciale "Bandiera Rossa" dell'Est (OKDVA).
Durante questo comando, con base a Chabarovsk, Bljucher ebbe un'autonomia inusuale per i comandanti sovietici. La situazione in Estremo Oriente, con l'espansione giapponese in atto in Cina e ostile all'Unione Sovietica, comportava una continua pressione militare nella zona. Durante il conflitto sino-sovietico del 1929-1930 sconfisse le forze dei signori della guerra cinesi con una campagna brillante. Per questi meriti fu il primo ad essere decorato con l'Ordine della Stella Rossa nel settembre 1930. Nel 1935 fu promosso Maresciallo dell'Unione Sovietica. Tra il luglio e l'agosto del 1938, durante la guerra di confine sovietico-giapponese, comandò le forze dell'Estremo Oriente in uno scontro non decisivo contro le forze giapponesi nella battaglia del lago Chasan, sul confine tra l'Unione Sovietica e la Corea, occupata dai giapponesi.
L'importanza del Fronte dell'Estremo Oriente protesse in qualche modo Bljucher dalle purghe volute da Stalin all'interno dell'Armata Rossa e iniziate nel 1937 con l'esecuzione di Michail Nikolaevič Tuchačevskij. Anzi, proprio Bljucher era stato membro del Tribunale che aveva decretato la detenzione di Tuchačevskij. Nel 1938 venne accusato di condotta inadeguata nel comando delle sue truppe durante la battaglia del Lago Chasan e sollevato dall'incarico. Il 22 ottobre venne arrestato, con l'accusa di spionaggio a favore del Giappone. Probabilmente questi sospetti vennero incrementati dalla fuga in Giappone del comandante dell'NKVD dell'Estremo Oriente, Genrich Ljuškov, fuggito per evitare l'arresto. Durante la detenzione Bljucher rifiutò di confessare e le accuse non vennero provate. Fu gravemente torturato nel carcere di Lefortovo, a Mosca dove morì poco dopo di trombosi polmonare. Venne riabilitato solamente nel 1956.